# Басконсільйос-дель-Тосо
Басконсільйос-дель-Тосо (ісп. Basconcillos del Tozo) — муніципалітет в Іспанії, у складі автономної спільноти Кастилія-і-Леон, у провінції Бургос. Населення — 332 особи (2010).
Муніципалітет розташований на відстані близько 260 км на північ від Мадрида, 46 км на північний захід від Бургоса.
На території муніципалітету розташовані такі населені пункти: (дані про населення за 2010 рік)
- Арсельярес-дель-Тосо: 23 особи
- Барріо-Панісарес: 18 осіб
- Басконсільйос-дель-Тосо: 72 особи
- Фуенте-Урбель: 26 осіб
- Ойос-дель-Тосо: 24 особи
- Ла-П'єдра: 25 осіб
- Праданос-дель-Тосо: 22 особи
- Ла-Рад: 7 осіб
- Сан-Мамес-де-Абар: 42 особи
- Санта-Крус-дель-Тосо: 18 осіб
- Таламільйо-дель-Тосо: 26 осіб
- Трасаедо: 29 осіб

## Демографія
Динаміка населення (INE ):

## Галерея зображень

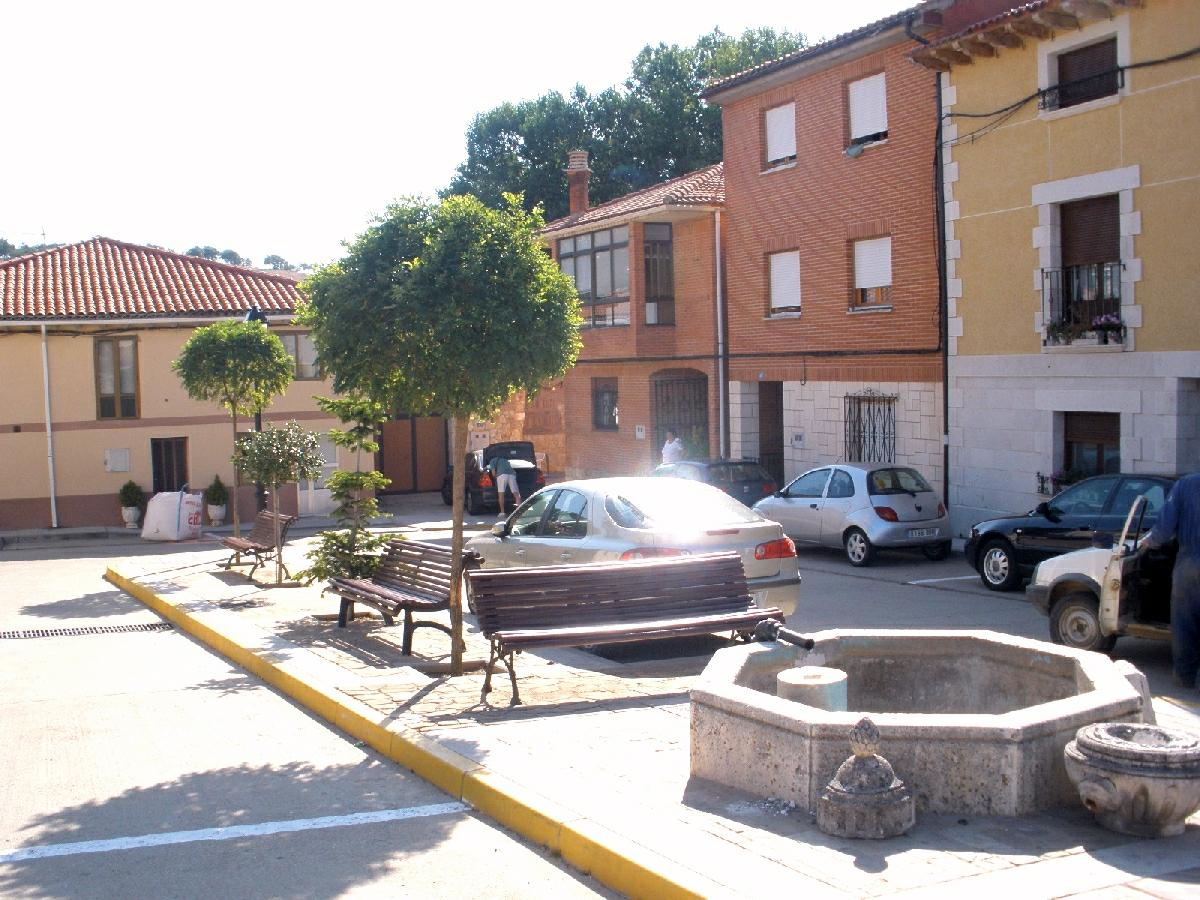
Басконсільйос-дель-Тосо
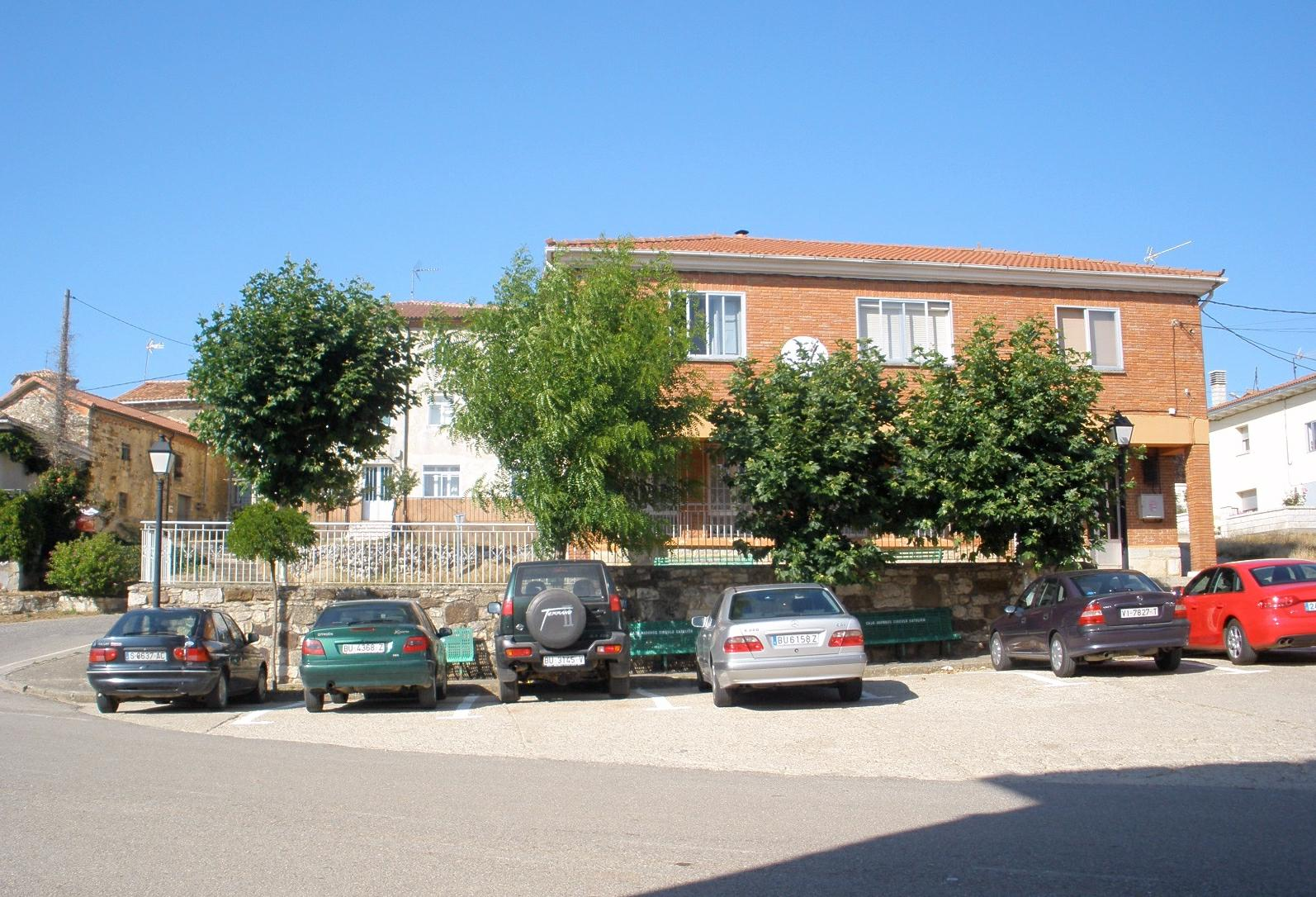
Басконсільйос-дель-Тосо
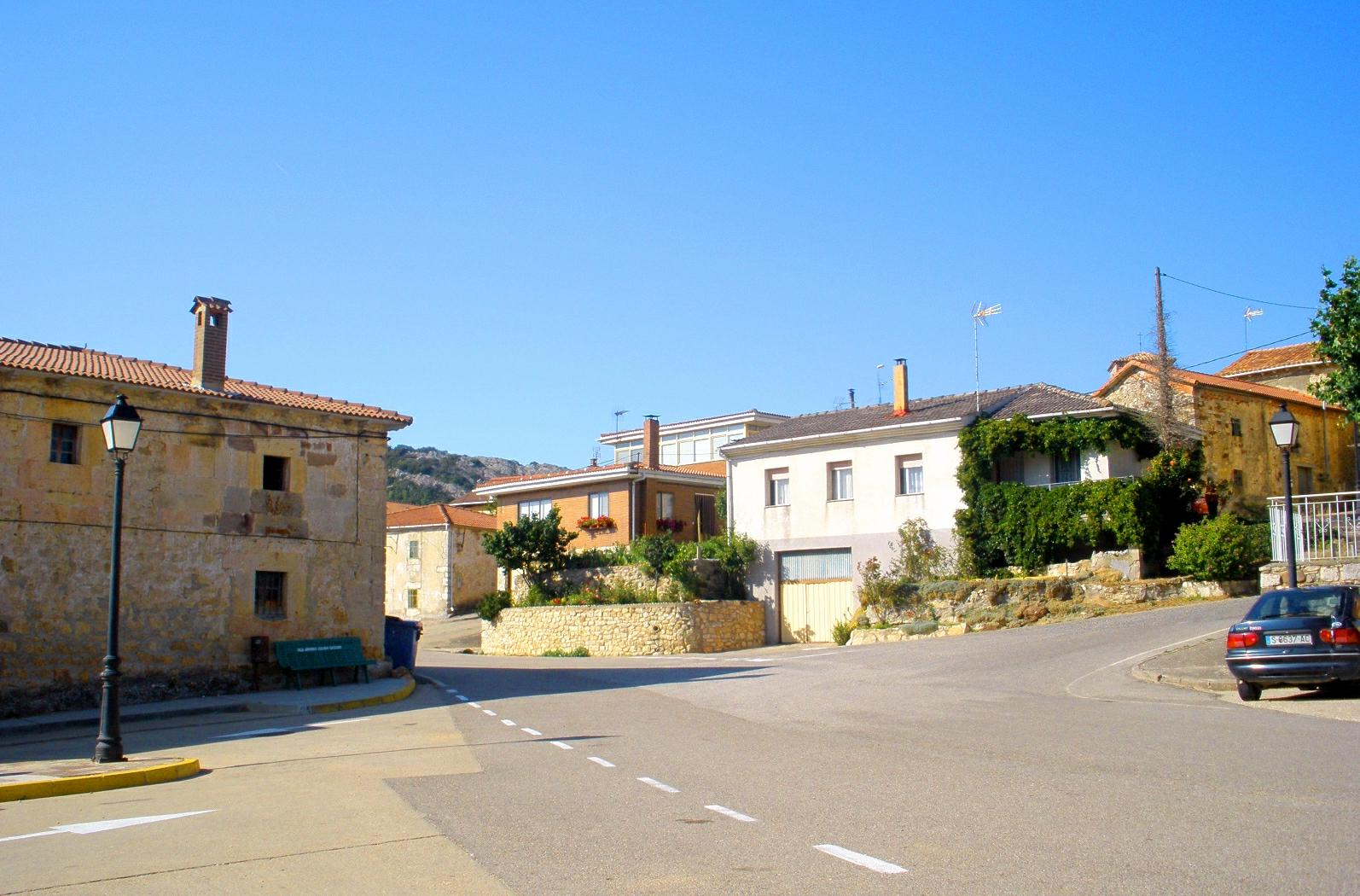
Басконсільйос-дель-Тосо